# Ellen Schwanneke
Ellen Schwanneke (Berlino, 11 agosto 1906 – Zurigo, 17 giugno 1972) è stata un'attrice tedesca.

## Biografia
Figlia dell'attore Viktor Schwanneke, crebbe a Monaco di Baviera, dove il padre era direttore del Teatro statale bavarese. All'età di 16 anni lavorò al Kammerspiele di Monaco e recitò in compagnie teatrali in trasferta per l'Europa. Successivamente fu impegnata con l'Hamburger Kammerspiele di Erich Ziegel e poi fece del cabaret a Berlino, recitando in particolare nella rivista di Friedrich Hollaender Allez hop!.
Debuttò nel cinema nel 1931 con Kinder vor Gericht e Ragazze in uniforme e nel 1932 fu con Asta Nielsen in Unmögliche Liebe. Nel 1937 si trasferì a Vienna, ma abbandonò l’Austria nel 1939 dopo l'Anschluss, rifugiandosi negli Stati Uniti, dove recitò in produzioni teatrali e nel 1944 prese la cittadinanza statunitense.
Dopo la guerra, si stabilì in Svizzera. Interpretò nel 1948 il suo ultimo film, Morgen ist alles besser, e fu impegnata in Svizzera e in Germania in vari spettacoli teatrali.

## Filmografia
- Kinder vor Gericht (1931)
- Ragazze in uniforme (1931)
- I cadetti di Smolenko (1931)
- Ein toller Einfall (1932)
- Unmögliche Liebe (1932)
- Fräulein Hoffmanns Erzählungen (1933)
- Tutto per un bacio (1935)
- Arme kleine Inge (1936)
- Kein Wort von Liebe (1937)
- Morgen ist alles besser (1948)